# Alan Varela
Alan Gonzalo Varela, mais conhecido como Alan Varela (Isidro Casanova, 4 de julho de 2001) é um futebolista argentino que atua como volante. Atualmente, joga pelo Futebol Clube Do Porto .

## Carreira
Natural de Isidro Casanova, Varela iniciou sua trajetória no Barcelona Lujan, uma filial de captação do Barcelona que funcionava em Buenos Aires. Tendo chegado ao Boca Juniors em 2012 após um convênio entre os clubes na época. Em 2018, pelo Sub-17 do Boca, sagrou-se campeão do torneio Evergrande Football Internacional Championship na China e campeão da sexta divisão juvenil ao bater o San Lorenzo por 1–0, além de também disputar o Torneio Nike. Na base, apesar de ser oficialmente volante, foi testado como centroavante e ponta por sua característica de versatilidade.

#### 2019
Fez sua primeira temporada com o time principal dos Xineizes em 2019, participando da pré-temporada equipe, além de ser relacionado para o elenco inscrito na Libertadores daquele ano pelo técnico Pablo Alfaro. Em julho de 2019, assinou seu primeiro contrato profissional com o clube.

#### 2020–21
Especulado para estrear na equipe principal contra o Independiente na Libertadores em 20 de dezembro, Varela atuou durante 75 minutos em partida que terminou com a vitória do Boca por 2–1, nas quartas de final da Copa da Liga Argentina. Em 5 de fevereiro, foi anunciada sua renovação de contrato até 2025. A cláusula de rescisão a princípio seria de 10 milhões de euros aumentando progressivamente 2 milhões de euros a cada ano até o último ano da renovação. 
Em outubro de 2021, foi integrado ao time B do Boca novamente após perder espaço com o técnico Sebastián Battaglia para somar minutos, tendo atuado apenas 164 minutos após o treinador assumir.

#### 2022
Em março, foi novamente integrado ao time B, mas por motivos de indisciplina, tendo voltado aos profissionais dez dias depois.
Passado um tempo sem atuar, foi recuperando o espaço no time em abril, atuando em alguns minutos dos jogos contra Deportivo Cali, Vélez Sarsfield, Godoy Cruz e Corinthians, voltando a titularidade no dia 20 em um clássico contra o River.
Marcou seu primeiro gol pelo clube na sua 47ª partida em 27 de maio, o único da vitória sobre o Deportivo Cali no jogo de volta das oitavas da Libertadores. O gol de Varela foi o 8000º da história do clube. Em 4 de agosto renovou seu contrato novamente, indo até 2026 desta vez e com uma nova cláusula de rescisão, 15 milhões de euros.
Sua boa temporada o fez ser observado por vários clubes europeus, como Ajax, Benfica e Barcelona, este último enxergando-o como um substituto para Sérgio Busquets, que deixaria o clube em junho do ano seguinte.

#### 2023
Fez o gol da vitória de 2–1 sobre o Deportivo Pereira de virada, em jogo da segunda rodada da Copa Libertadores no dia 4 de abril. Na vitória por 1–0 sobre o Arsenal de Sarandí em 2 de junho, Varela chegou a marca de 100 partidas pelos Xineizes recebendo uma homenagem pelo feito nove dias depois antes de uma partida contra o Lanús pelo Campeonato Argentino.
Em agosto, foi anunciado que juntou-se ao clube português Porto após uma transferência de, no total, 12 milhões de euros. Disputou sua última partida pelo Boca Juniors em 9 de agosto, no jogo de volta das oitavas da Libertadores contra o Nacional que terminou 2–2, com o Boca vencendo nos pênaltis por 4–2. Varela disputou ao todo 111 partidas com dois feitos e quatro assistências concedidas, além de cinco títulos conquistados.

### Porto
Alan Varela foi anunciado oficialmente pelos Dragões em 16 de agosto de 2023, assinando contrato até 2028 e escolhendo a camisa 22 para usar. O Porto pagou oito milhões de euros de imediato com mais três milhões por objetivos batidos, com o Boca Juniors ficando com 20% de uma venda futura.

## Estilo de jogo
Comparado com jogadores como Juan Roman Riquelme e Sérgio Busquets, Varela tem como principais características a versatilidade de adaptar-se em outras posições, bom passe e toque, além de chegada na área para finalizar.

## Seleção Argentina

### Sub-18
Varela foi um dos convocados para representar o Sub-18 em 24 de julho de 2019 no torneio COTIF L’Alcúdia.

## Títulos

### Boca Juniors
- Campeonato Argentino: 2022
- Copa Argentina: 2019–20
- Copa da Liga Argentina: 2020, 2022
- Supercopa Argentina: 2022

### Porto
- Taça de Portugal: 2023–24
- Supertaça Cândido de Oliveira: 2024